# Calle Mitre (Formosa)
La calle Bartolomé Mitre, o simplemente Mitre es una importante arteria para el trazado del microcentro en la ciudad de Formosa, capital de la provincia homónima, Argentina. Es la calle número 32, según el enumerado del microcentro. Lleva el nombre del político argentino Bartolomé Mitre (1821 - 1906).

## Historia y recorrido
La arteria nació con el nombre de Buenos Aires, en el año 1879. En 1908 se inició la construcción del hospital Dr. Ruiz Moreno, y el nombre se reemplazó por el actual, en el año 1930. Recorre un total de 1500 m. La continuacón (después de la avenida González Lelong) se llama Carlos Castañeda.
Atraviesa las siguientes calles:
- González Lelong, donde nace
- Junín'
- Corrientes
- Juan José Silva
- Maipú
- Pringles
- Saavedra
- España
- Avenida 25 de Mayo
- J.M. Uriburu
- Brandsen
- Hipólito Yrigoyen
- Fotheringham
- Salta
- Ayacucho
- Paraguay, y la avenida. N. Uriburu, esta última que lo corta.[2]